# Нгуєн Тан Зунг
Нгуєн Тан Зунг (в'єт. Nguyễn Tấn Dũng, нар. 17 листопада 1949) — в'єтнамський державний діяч. Сьомий прем'єр-міністр В'єтнаму з червня 2006 по квітень 2016 року.
Є наймолодшим головою уряду в історії соціалістичного В'єтнаму.